# カンボジア人民革命党
カンボジア人民革命党（カンボジアじんみんかくめいとう）は、1951年から1960年までと、1979年から1991年まで、カンボジアにあった共産主義の政党である。ここでは1960年までの政党について解説し、1979年に再建された政党は「カンボジア人民党」で解説する。

## 歴史
カンボジア人民革命党は、インドシナ共産党の分割によって成立した。当時のカンボジアは、フランスの保護国で、今のラオス、ベトナムとともにフランス領インドシナとして植民地支配を受けていた。インドシナの共産主義運動はベトナムが先行しており、インドシナ共産党は実質的にベトナム人の指導下にあった。1951年2月のインドシナ共産党第2回大会の決議により、3民族それぞれに政党を作ることになり、クメール人民革命党が作られた。このとき党員数はベトナムが7万6千人、カンボジアが約300人、ラオスが170人であったという。
分割後も両国の党の関係は密で、ともにフランスに抗してインドシナ戦争を戦った。しかしベトナムと異なり、カンボジアの独立は戦争とは別のところで達成された。フランスの保護下で王位にあったノロドム・シハヌーク王が、外交交渉を通じて1953年にフランスに、1954年には他の他の諸国に対しても、独立を認めさせたのである。シハヌークは1955年に退位して政治家となり、右派から共産主義左派まで含めた政治団体サンクムを率いて選挙に圧勝し、首相となった。カンボジア人民革命党は武器を置いてシハヌーク政権を支えた。
1955年頃、ポル・ポト、イエン・サリ、ソン・センらフランス留学からの帰国者が人民革命党に加わり、「パリ・グループ」と呼ばれるようになった。シハヌークは外交的には中立を掲げつつ、分裂した南北ベトナムの対立においてはフランス（後にアメリカ）軍に支えられた南ベトナムを批判し、北ベトナムと良好な関係を保った。しかし国内政治では一転して人民革命党を弾圧するようになった。友（ベトナム労働党）の友（シハヌーク）が敵である情勢下で、党内の親ベトナム派は弱まり、弾圧に反発するパリ・グループの発言力が高まった。
1960年に党の主導権を握ったパリ・グループは、党の名をカンボジア共産党に改めた。ベトナムの影響力を排除する意図があったとされる。クメール・ルージュ、ポルポト派と呼ばれるのはこの共産党の流れである。排除された親ベトナムの共産主義者は、ベトナム軍が侵攻した1979年にカンボジア人民革命党を「再建」し、これが後にカンボジア人民党と改称し2024年現在に至る。